# Gråbröstad taggstjärt
Gråbröstad taggstjärt (Synallaxis hypospodia) är en fågel i familjen ugnfåglar inom ordningen tättingar.

## Utseende och läte
Gråbröstad taggstjärt är en medelstor taggstjärt med lång stjärt och en svart fläck på strupen. Liksom andra arter i släktet är den roströd på vingar och stjärt. Noterbart på denna art är gråaktigt ansikte, olivbrunt på rygg och stjärt, gråaktigt bröst och vit haka. Sången består av en ljudlig och accelererande serie.

## Utbredning och systematik
Fågeln förekommer lokalt från sydöstra Peru och norra Bolivia till centrala och nordöstra Brasilien. Den behandlas som monotypisk, det vill säga att den inte delas in i några underarter.

## Levnadssätt
Gråbröstad taggstjärt hittas i fuktiga gräsmarker och områden med spridda buskage. Den ses ofta nära vatten.

## Status
Arten har ett stort utbredningsområde och beståndet anses vara stabilt. Internationella naturvårdsunionen IUCN listar den därför som livskraftig (LC).